# Waldecker Schloßgrund - Langes Tal
Waldecker Schloßgrund - Langes Tal este o arie protejată (arie specială de conservare — SAC, sit de importanță comunitară — SCI) din Germania întinsă pe o suprafață de 609 ha, integral pe uscat.

## Localizare
Centrul sitului Waldecker Schloßgrund - Langes Tal este situat la coordonatele 50°55′12″N 11°46′41″E / 50.92°N 11.7781°E.

## Înființare
Situl Waldecker Schloßgrund - Langes Tal a fost declarat sit de importanță comunitară în septembrie 2000 pentru a proteja 6 specii de animale. Situl a fost protejat și ca arie specială de conservare în iulie 2008.

## Biodiversitate
Situată în ecoregiunea continentală, aria protejată conține 9 habitate naturale: Lacuri eutrofice naturale cu vegetație de tip Magnopotamion sau Hydrocharition, Cursuri de apă de la nivel de câmpie la nivel montan, cu vegetație Ranunculion fluitantis și Callitricho-Batrachion, Pante stâncoase silicioase cu vegetație casmofită, Peșteri inaccesibile publicului, Păduri de fag Luzulo-Fagetum, Păduri de fag Asperulo-Fagetum, Păduri de stejar și carpen Galio-Carpinetum, Păduri pe pante, grohotișuri și ravene de Tilio-Acerion, Păduri aluvionare cu Alnus glutinosa și Fraxinus excelsior (Alno-Padion, Alnion incanae, Salicion albae).
La baza desemnării sitului se află mai multe specii protejate:
- păsări (3): ciocănitoare neagră (Dryocopus martius), gaia roșie (Milvus milvus), ciocănitoare verzuie (Picus canus)
- amfibieni (1): triton cu creastă (Triturus cristatus)
- mamifere (1): liliac comun (Myotis myotis)
- nevertebrate (1): Osmoderma eremita Complex

Pe lângă speciile protejate, pe teritoriul sitului au mai fost identificate 1 specie de plante, 3 specii de amfibieni, 2 specii de reptile.